# Poważe
Poważe – część miasta Łukowa, położona w jego północno-zachodniej części, na południe od rzeki Krzny Południowej; główną ulicą jest ul. Poważe.

## Historia

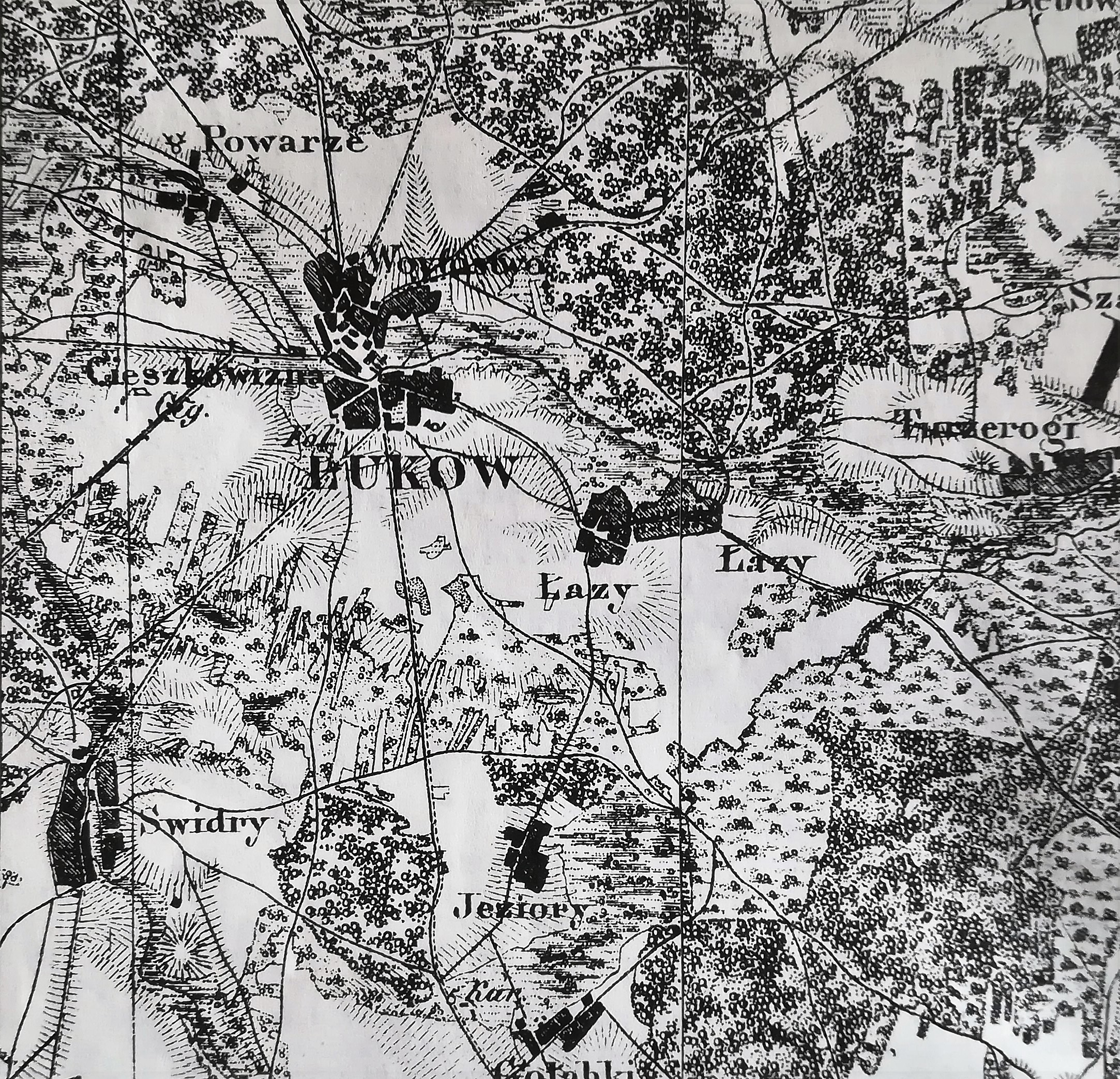
Powarze na mapie z 1842 r.

Poważe było oddzielną miejscowością. W 1552 r. odnotowano istnienie młyna o jednym kole walnym. W 1564 r. wzmiankowano młyn w pobliżu Powazi, mający jedno koło mączne, a drugie foluszowe. W 1661 r. zanotowano, że młyn Powazyn został „ogniem nieprzyjacielskim cale zniesiony”. Dalsze losy osady nie są znane aż do 1781, gdy notowano wieś Poważe. W 1827 r. liczyła 9 domów i 57 mieszkańców, a ok. 1887 r. – 19 domów i 206 mieszkańców.
5 października 1954 Poważe włączono do Łukowa
.